# Estereograma de puntos aleatorios

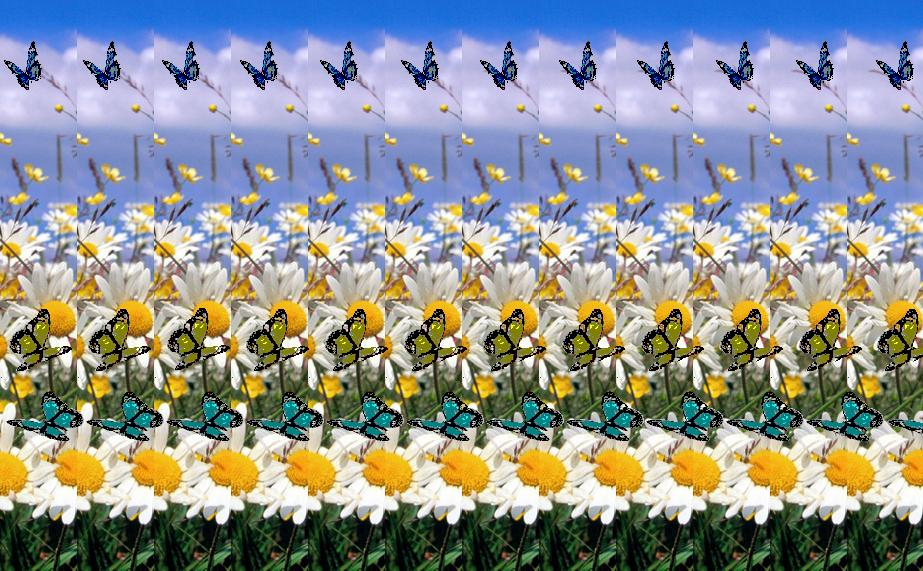
En este ejemplo, las mariposas celestes de la fila jnferior, están en un plano más cercano que las de la fila media de color mostaza y ambas filas en un plano superior con respecto al fondo de flores. Las mariposas celestes de la fila superior se encuentran en diferentes planos por sobre el fondo de nubes

Un Estereograma de puntos aleatorios (RDS, en inglés) es un par de imágenes formadas por puntos distribuidos aleatoriamente que vistos con la ayuda de un estereoscopio, o simplemente con los ojos enfocados en un punto más allá de la imagen, producen una sensación de profundidad, así parece que existieran objetos más cerca y más lejos que la imagen.
Esta técnica fue inventada por Béla Julesz, quien dirigió la publicación de una investigación que explica sus teorías sobre la visión estereoscópica humana.
Conceptos posteriores, involucran imágenes simples, que no consisten siempre de puntos aleatorios, sino de sistemas más conocidos por el público, llamados autoestereogramas.

## Desarrollo
El Dr. Julesz llegó  a Estados Unidos en 1956 desde Hungría y comenzó a trabajar para los Laboratorios Bell, junto con otros reconocidos matemáticos. Uno de sus proyectos requería detectar patrones en la salida de los generadores de números aleatorios. El Dr. Julesz decidió dibujar los números en imágenes, y usando las capacidades de detección del cerebro buscar una falta de aleatoriedad.
En 1840, Sir Charles Wheatstone desarrolló el estereoscopio. Usándolo, dos fotos iguales, tomadas con una pequeña distancia horizontal (una para cada ojo) permite ver los objetos como en tres dimensiones. Más de 100 años después el Dr. Julesz observó que dos imágenes aleatorias similares a las del proyecto mencionado anteriormente, se veían a través del estereoscopio, como proyectadas sobre una superficie plana; entonces levantó un cuadrado en el centro de una de las imágenes, de esta manera el cuadrado parecía levantarse de la superficie.

## Implicaciones
El descubrimiento de esta técnica produjo interés e implicaciones en ciencias cognitivas y en el estudio de la percepción.
El Estereograma de puntos aleatorios generó una idea de cómo la visión estereoscópica es procesada por el cerebro. Según Ralph Siegel, Dr. Julesz demostró que "la profundidad estereoscópica puede ser calculada en la ausencia de algún objeto identificable, de alguna perspectiva, de alguna señal disponible para sólo un ojo cualquiera.."
El Dr. Julesz denominó esta 'percepción cíclope' basándose en la teoría de que el cerebro crea un modelo de una simple imagen mental de una escena como un cíclope, pero con información adicional de profundidad, a pesar de recibir dos imágenes dispares de los ojos.  Sus teorías y trabajos están consignados en el libro de 1971.

## Desarrollos posteriores
El nombre 'estereograma de puntos aleatorios' se refiere específicamente a pares de imágenes formadas por puntos aleatorios. 
El trabajo de Christopher Tyler y Maureen Clarke presentó una codificación de los mismos datos en una imagen simple que no requería estereoscopio para verla. Esta técnica es conocida como (SIRDS), o autoestereogramas de puntos aleatorios.
Reemplazando el patrón base de puntos aleatorios con una imagen o textura genera la forma que hace el estereograma de imagen simple conocida por el público en general.

## Ejemplos

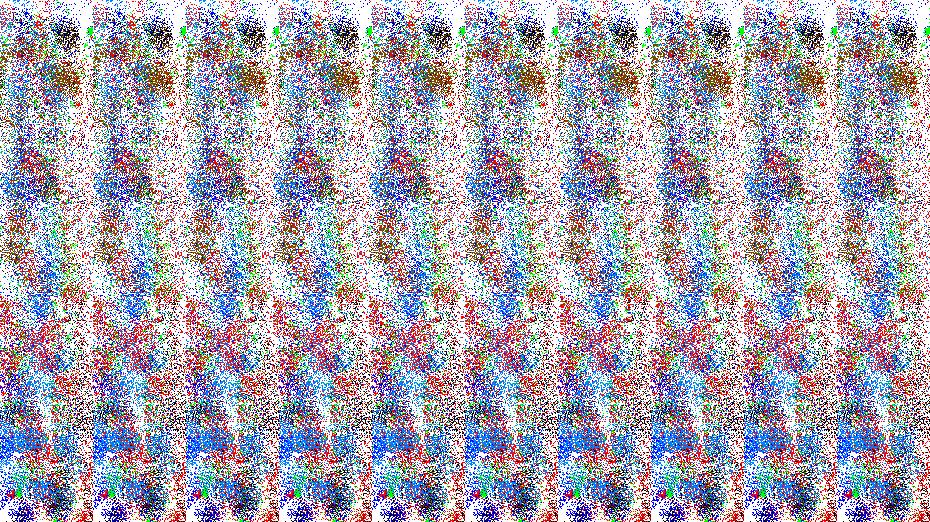
En esta imagen se puede percibir, una vez focalizada, un cuadro en relieve en el centro, por sobre el plano principal y dos rampas descendentes a los costados, por debajo del plano principal.

El proceso usado para desarrollar el primer RDS se describe a continuación:
1. Crear una imagen. Llenarla con puntos aleatorios. Duplicarla.

2. Seleccionar una región en una imagen.

3. Desplazar la región un poco, horizontalmente.  El estereograma está completo.

Para ver el estereograma, enfoque sus ojos un punto más allá de la imagen hasta que las dos imágenes crean el efecto.
Note que ve la imagen idéntica del paso 2, pero el área entera aparece en la misma profundidad. La región desplazada produce una disparidad binocular necesaria para dar la sensación de profundidad. Diferentes desplazamientos corresponden a diferentes profundidades.

## Particularidad
Existen casos de individuos zurdos en que la percepción es inversa, es decir, lo que un diestro ve en bajo relieve el zurdo lo ve en relieve y viceversa.